# Star-Lord
Star-Lord (Español: El Señor de las Estrellas) (Peter Quill) es un superhéroe ficticio que aparece en los cómics estadounidenses publicados por Marvel Comics. El personaje, creado por Steve Englehart y Steve Gan, apareció por primera vez en Marvel Preview #4 (enero de 1976). Es hijo de la humana llamada Meredith Quill y del Spartoi J'son, y como adulto Peter Quill asume el manto de Star-Lord, un policía interplanetario.
El personaje desempeñó papeles prominentes en las historias de cómic "Aniquilación" (2006) y "Aniquilación: Conquista" (2007), "Guerra de los Reyes" (2008) y The Thanos Imperative (2009). Se convirtió en el líder del equipo de superhéroes, Guardianes de la Galaxia en el relanzamiento del equipo en 2008. Ha aparecido en una variedad de productos asociados con Marvel, incluidas series de televisión animadas, juguetes y tarjetas de intercambio.
Chris Pratt interpreta al personaje en las películas de Universo Cinematográfico de Marvel por Guardianes de la Galaxia (2014), Guardianes de la Galaxia vol. 2 (2017), Avengers: Infinity War (2018) sufrido por el chasquido, Avengers: Endgame (2019), Thor: Love and Thunder y The Guardians of the Galaxy Holiday Special (ambos; 2022) y Guardianes de la Galaxia vol. 3 (2023). Quill también apareció en la serie animada de Disney+ What If...? (2021).

## Historial de publicación
El personaje apareció por primera vez en la publicación en blanco y negro Marvel Preview # 4 (enero de 1976). El creador Steve Englehart tenía planes para el personaje que no se realizó. Más tarde reflexionó en su sitio web:

Concebí algo muy grande. Mi héroe pasaría de ser un imbécil introvertido y desagradable al ser más cósmico del universo, y lo vincularía con mi nuevo interés en la astrología. Después de su comienzo terrenal, su mente se abriría paso a paso, con una historia de acción rápida sobre Mercurio, una historia de amor sobre Venus, una historia de guerra en Marte, y así sucesivamente hasta el borde del sistema solar, y luego más allá.

Pero después de su comienzo terrenal, donde lo establecí como un imbécil introvertido y desagradable, dejé a Marvel para que nadie viera en qué se convertiría.

Star-Lord continuó apareciendo en Marvel Preview, con el escritor Chris Claremont renovando al personaje y utilizando historias de aventuras de ciencia ficción como los juveniles Heinlein como inspiración. Los abogados de Heinlein amenazaron con acciones legales en la portada de Marvel Preview # 11, que presentó una propaganda que describía el contenido como "una novela de ciencia ficción espectacular en la tradición de Robert A. Heinlein", lo que llevó a que se retirara el problema y reimpreso. La historia en el # 11 fue la primera combinación del célebre trío creativo de X-Men del escritor Chris Claremont, el dibujante John Byrne y el entintador Terry Austin. Star-Lord hizo apariciones esporádicas en los próximos años en los títulos Marvel Super Special,Marvel Spotlight, y Marvel Premiere. Las entregas de Marvel Spotlight, que fueron la primera aparición de Star-Lord en un formato de cómic tradicional, sirvieron para consolidar las historias de origen separadas pero complementarias de sus dos apariciones en Marvel Preview. En febrero de 1982, Claremont y el artista Michael Golden publicaron una reimpresión en color de la historia en blanco y negro de Star-Lord de Marvel Preview # 11 con una nueva secuencia de encuadre.
El personaje regresó en Thanos # 8–12 (mayo – septiembre de 2004) y Aniquilación # 1-6 (2006). Al año siguiente, recibió un título homónimo de cuatro números (Annihilation: Conquest - Star-Lord) que lleva a la trama de "Annihilation: Conquest", en la que desempeñó un papel central. Saliendo de "Annihilation: Conquest", un segundo volumen de Guardianes de la Galaxia presentaba a un equipo de personajes del crossover liderados por Star-Lord durante la carrera de 25 temas del título. Las líneas de la trama de esa serie se concluyeron en la miniserie The Thanos Imperative.
Debido a las revisiones del origen del personaje, sus apariciones tempranas han sido oficialmente designadas como que ocurren en una realidad alternativa.
Star-Lord regresó, junto con otros miembros de los Guardianes, en Avengers Assemble # 4-8 (junio a octubre de 2012). Protagoniza en Guardianes de la galaxia vol. 3, una parte de Marvel NOW! renlanzado.
En julio de 2014, Star-Lord recibió su propia serie, Legendary Star-Lord. Al personaje también se le dio un nuevo disfraz, que coincide con el que se ve en la película Guardianes de la Galaxia de Marvel Studios.
Su serie en solitario y Guardianes de la galaxia vol. 3 terminó cuando Marvel comenzó su historia de "Secret Wars" de 2015. Star-Lord apareció como un personaje principal en la miniserie de Secret Wars, y en una miniserie durante el evento, Star-Lord y Kitty Pryde.
Durante la publicación de "Secret Wars", Marvel estrenó una nueva serie en curso de Star-Lord, escrita por Sam Humphries, como parte de la iniciativa All-New, All-Different Marvel que se centró en los orígenes renovados del personaje. Esta serie también lo vio abandonar a los Guardianes de la Galaxia y reemplazado por su novia Kitty Pryde, quien se hizo cargo de la identidad de Star-Lord en la lista del equipo. La serie duró ocho números. Una serie posterior de Star-Lord escrita por Chip Zdarsky comenzó en diciembre de 2017 antes de ser cancelada después de seis ediciones y una anual.
En abril de 2019, Peter Quill recibió una miniserie de 12 números ambientada en el Universo Viejo Logan llamado Viejo Quill, que fue escrita por Ethan Sacks y dibujada por Robert Gill.
En noviembre de 2020, Peter Quill adquiere el título y los poderes de Maestro del Sol (que tuvo en su primera aparición original en la serie Marvel Premiere de la década de 1940 y más tarde volvió a ser su contraparte de Tierra-791) y se revela que el título le fue otorgado a Peter por lo que él creía que era un recuerdo falso de la historia anterior que nunca vivió realmente. Al estar dotado de capacidades completamente extraterrestres por dicho facsímil de su antiguo mentor, Quill ganaría increíble; aunque inexplorado, nuevo poder que puede canalizar a través de su Arma Elemental. Estas facultades aún inexploradas a menudo se manifiestan por el brillo de su ojo izquierdo que ha vuelto a crecer y la extraña huella del sol tatuada en la palma de su mano derecha.

## Biografía
Cuando por accidente la nave de J'son cae en la Tierra, él es rescatado por Meredith Quill. Los dos forman una relación, mientras J'son hace reparaciones a su nave. Eventualmente, J'son se ve obligado a salir para regresar a casa y luchar en una guerra. Se va, sin saber que Meredith está embarazada de Peter Quill. 10 años más tarde, Meredith es asesinada cuando es atacada por dos soldados Badoon que han venido a matar a Peter y terminar la línea de sangre de J'son. Peter los mata con una pistola de su padre que encuentra por accidente y escapa de su casa antes de que esta sea destruida por la nave Badoon. Los Badoon presumen que Peter es asesinado y se va. Peter es colocado en un orfanato y finalmente se une a la NASA. Finalmente se explicó que fue criado por su madre Lisa Chang, que era comandante de la NASA.
Más tarde, cuando su nave funciona mal y está atrapado en el espacio, Peter es encontrado por los Ravagers, un grupo de piratas espaciales liderados por Yondu. Después de que los Ravagers salvan a Peter, que trató de robar su nave. Peter logró superar a todos los miembros de los Ravagers e incluso golpeó a Yondu antes de capturarlo. Después de despertar, Yondu logró liberarse de sus restricciones y atacó a Peter y le dio la opción entre dejarse llevar al espacio sin más problemas o morir allí mismo. Peter en lugar le preguntó si él podría formar parte de su equipo. Yondu al inició no pareció gustarle la idea, pero después descubrió que Peter era como él, ya que ambos eran "niños sin hogares", Entonces Yondu cambió de opinión y lo dejó permanecer en la nave con los Ravagers como su niño de limpieza. Peter decidió quedarse y tratar de aprender todo lo que podía desde el espacio mientras él era parte de los Ravagers.
El personaje se encuentra con el ex-Heraldo de Galactus, el Caído, y casi muere derrotando por la entidad (la nave de Star-Lord, "Ship", es destruida durante el conflicto). El par es posteriormente encarcelado en la prisión intergaláctica de Kyln. Star-Lord es liberado por el héroe Nova durante la "Guerra de Aniquilación" y ayuda en la lucha contra el villano Annihilus. Posteriormente, Quill actúa como asesor militar del general Kree, Ronan el Acusador.
Cuando el planeta natal Kree, Hala, es conquistado por los Phalanx, Star-Lord lidera a una banda de rebeldes contra los invasores hasta que la guerra termina. En un esfuerzo por evitar otra guerra interestelar, Star-Lord forma una nueva versión de los Guardianes de la Galaxia. Son "proactivos" y tratan de poner fin a las amenazas galácticas emergentes temprano, pero no tienen éxito en la prevención de una guerra entre los Kree y Shi'ar. Durante una guerra con un universo invasor, Star-Lord y Nova están dispuestos a sacrificarse para vencer a Thanos pero solo Nova muere y Thanos escapa.

### Nuevos guardianes y Kitty Pryde
Peter decide permanecer inactivo por un tiempo hasta que descubrió que su padre estaba planeando aprobar una ley que prohibía cualquier interacción de origen extraterrestre o espacial con la Tierra. Sabiendo que esto sería una invitación abierta a la invasión, Peter decide reformar a los Guardianes con seis miembros: Gamora, Rocket, Groot, Drax y Bug, junto con él mismo, y comenzar a proteger a la Tierra de cualquier ataque. Pronto ayudan a los Vengadores contra el regreso de Thanos. Después de esto, Star-Lord y su nuevo equipo de Guardianes se involucran en un conflicto con los Badoon. Pronto es capturado por el ejército de Spartax pero escapa del encarcelamiento y difunde un video que muestra la injusticia del reinado de su padre. Durante la guerra de los constructores, se infiltró en las instalaciones de S.W.O.R.D. y rescató a Abigail Brand junto con Rocket y la nueva miembro, Angela. También declaró la guerra contra el imperio Shi'ar después de intervenir en una de sus pruebas para rescatar a la joven secuestrada Jean Grey junto con los X-Men. Fue durante esta misión cuando conoció a Kitty Pryde, la mujer con la que iniciaría una relación romántica en poco tiempo. Después de eso, todos los Guardianes fueron acorralados y capturados por el ejército del Spartax. Peter fue enviado a Spartax donde él enfrentó a su padre otra vez y escapó después de exponer una vez más el reinado tiránico de su padre. Esta vez un disturbio formado en el Imperio y J'son fue depuesto como consecuencia. Peter decidió mantener un perfil bajo y dedicó completamente a su relación de larga distancia con Kitty, los dos finalmente se enamoran. Pronto descubrió que fue elegido por el pueblo Spartax para ser su nuevo emperador. Peter ignoró el anuncio y siguió centrándose en Kitty y su búsqueda de un gánster llamado Mr. Knife que le había puesto una recompensa en la cabeza. Después de ser capturado por Knife, descubrió que su verdadera identidad era J'son, su padre. Escapó gracias a Kitty y ambos desaparecieron del radar para pasar un tiempo juntos. Peter convenció a Kitty de quedarse en el espacio con él y ambos consumaron su relación antes de decidir robar un artefacto importante de J'son como venganza.

### El Vórtice Negro
Peter y Kitty tuvieron éxito en robar el artefacto llamado El Vórtice Negro, pero se encontraron superados en número por el escuadrón asesino de J'son, por lo que decidieron llamar a los X-Men y a los Guardianes restantes para pedir ayuda. Sabiendo que el artefacto podía darles el poder necesario para derrotar a J'son, Peter quería que todos se sometieran al Vortex para obtener poderes cósmicos. Kitty se opuso a la idea, pero algunos de sus amigos se presentaron de todos modos. Después de no poder detenerlos, los guerreros cósmicos enviados atacaron a Hala y Peter fue con un equipo para ayudar a los Kree en la batalla. Después de algunas negociaciones fallidas para el Vortex, su equipo tuvo que escapar, pero J'son los encontró y destruyó a Hala en represalia. Peter escapó a tiempo. Después de descubrir que Spartax había sido completamente cubierto de ámbar por Thane, incluida Kitty, Peter se lamentó de no haberla escuchado desde el principio y de disculparse con ella. Kitty escapó gracias a sus poderes de fase y ambos tuvieron una reunión. Al no ver otra forma de derrotar a J'son y su equipo cósmico empoderado, Peter intentó someterse al Vortex, pero después de ver que el poder eventualmente lo haría rechazar a Kitty, se negó. Kitty terminó enviando y guardando Spartax. Después de que la guerra terminó, Peter tuvo una conversación romántica con Kitty, donde le propone a Kitty Pryde, una propuesta que ella acepta.

### Guerras secretas
Cuando el universo se enfrenta a su inminente final, Star-Lord y el resto de los Guardianes de la Galaxia vienen a la batalla final del mundo contra los Hijos del Mañana. Durante la batalla, Groot y Rocket Raccoon son asesinados, y Star-Lord es teletransportado por Reed Richards a su nave. Al final, él es uno de los pocos sobrevivientes del Apocalipsis a bordo de la "balsa salvavidas" de los Cuatro Fantásticos. Después del final del universo, Doctor Doom de alguna manera crea un nuevo mundo de retazos formado por restos de universos muertos. La balsa salvavidas en la que se encontraba Star-Lord permaneció en criostasis durante los siguientes ocho años, hasta que fueron despertados por el Doctor Strange, un nuevo Thor y Miles Morales. Doom se da cuenta de su ubicación y los embosca. Sabiendo que son la única esperanza de revivir el viejo universo, Strange lanza un hechizo para dispersar a los supervivientes de todo el mundo usando el viento, con Doom jurando encontrarlos.
Star-Lord termina en el dominio de Manhattan, donde consigue un trabajo cantando en el popular club "La Habitación Silenciosa", cantando canciones de Disney, ya que las películas de Disney nunca existieron en Battleworld, usando el alias de Steve Rogers para esconderse de Doom. Es aquí donde se encuentra con una versión alternativa del universo de Kitty Pryde (del universo Era de Apocalipsis), que está cazando artefactos de antes de la creación de Battleworld. Esperando hablar con quien él cree que es su prometido, accidentalmente arruina un trato entre Kitty y Gambito para obtener un artefacto antiguo. Gambito se va, pero Kitty usa un escáner para descubrir que Star-Lord es anterior a la creación de Battleworld, y planea llevarlo a Doom. Sin embargo, son emboscados por un grupo de robots conectados a Gambito. Los dos deciden robar un artefacto que tiene Gambito, pero fue una trampa y los dos son capturados. Justo antes de que Gambito pueda matarlos, aparece una versión de Drax, que originalmente contrató a Peter para trabajar en la Habitación Silenciosa, y noquea a Gambito. Los tres escapan con el artefacto asegurado. Cuando están seguros a la mañana siguiente, Kitty se lo muestra a los dos, solo para descubrir la cola de Rocket Raccoon. Star-Lord lamenta la muerte de su amigo, y Kitty decide dejarlo, ya que es lo único que queda de su antiguo universo. Star-Lord le agradece a Kitty, quien lo besa antes de regresar a su hogar de Doomguard. Al darse cuenta de que los dos están sin trabajo por abandonar la Habitación Silenciosa en medio de un espectáculo, Star-Lord y Drax deciden volver a la antigua carrera de Star-Lord como ladrón. Le pregunta a Drax si conoce a un buen genetista, ya que planea usar la cola de Rocket para hacer un clon de su amigo, posiblemente un ejército de ellos.
Durante la batalla final contra Dios Doom, Peter no solo piloteó un barco para llevar a los dos a Reed Richards al corazón del Castillo Doom, sino que también logró mantener a Cisne Negro ocupado utilizando la última ramita de Groot, guardada en su bolsillo desde entonces. las Incursiones que se plantarán en el momento crucial.

### All-New, All-Different Marvel
Tras la restauración de la realidad, Peter ascendió al trono de Spartax, con Rocket asumiendo el liderazgo de los Guardianes, mientras que Kitty, ahora bajo el alias de Star-Lady, y la Cosa, después de la disolución del FF mientras la familia Richards trabajaba para restaurar el multiverso: se unió al equipo. Después de que el acusador Kree, Hala y el implacable Yotat el Destructor causaron destrucción masiva en Spartax mientras trataban de eliminar a Quill, se vio obligado a regresar a los Guardianes debido a las acusaciones de sus delegados sobre su responsabilidad por las muertes resultantes.
Durante la historia de Civil War II, Star-Lord y los Guardianes de la Galaxia ayudan a la Capitána Marvel en la lucha contra Iron Man como su arma sorpresa. Durante la batalla, la nave de los Guardianes explota, dejándolos varados en la Tierra. Después de que la facción de Iron Man se vaya, Gamora escucha una conversación entre Peter y Kitty en la que descubre que Peter sabía que Thanos estaba en la Tierra todo el tiempo que estuvieron allí sin decirle al resto del equipo. Después de detener a Gamora de asaltar en el Triskelion y matar a Thanos, Gamora y los otros Guardianes dejan a Peter por no decirles la verdad. Peter y Kitty rompen su compromiso.

### Castigado
Viviendo solo en un apartamento que le regaló Abigail Brand, Peter llama a Howard el pato para que trate de tomar una copa con él, y Howard, furiosamente, cuelga. Luego encuentra a Kitty y Viejo Logan en una galería de arte, donde Kitty le grita por llevar sus armas a una galería de arte con niños. Frustrado, Peter se va. Logan entonces se acerca a él y toma bebidas con él en un bar, donde combaten a los sicarios, lo que atrae la atención de la policía. Logan huye de la escena y Peter es capturado.
Peter es procesado por Matt Murdock, quien argumenta que a diferencia de otros superhéroes, Star-Lord era temerario y amenazaba a los civiles mientras causaba daños materiales considerables. El juicio es interrumpido por Brandt, quien consigue que el juez reduzca la condena de Peter al servicio comunitario, al cual Peter está de acuerdo. Brandt y Alpha Flight le dan un nuevo traje de piel, y lo asignan al anciano Edmund Allen, un súper criminal jubilado. Después de un día de unión, Star-Lord es contratado como barman en un bar de supervilanos propiedad del hijo de Edmund.

### Maestro del Sol
Cuando los olímpicos renacidos comenzaron a causar estragos en todo el universo, Richard Rider interrumpió la fiesta de los Guardianes y les pidió ayuda para lidiar con los dioses locos. Sin embargo, Gamora se negó a querer que su familia viviera una vida feliz normal. A pesar de esto, Peter no pudo descansar mientras mataban a personas inocentes, eso y había tenido visiones recurrentes del Maestro del Sol preguntándole si su vida se sentía escasa últimamente. Con la carga de la necesidad de actividad, él y Rocket se unieron a Nova y otros miembros de los Guardianes para luchar contra los Olímpicos. Mientras Nova y el Capitán Marvel distraían a algunos de los dioses, Star Lord, Rocket, Marvel Boy y Dragón Lunar se coló dentro de la nave interdimensional de los Olímpicos con la intención de hacerla explotar. Desafortunadamente, fueron descubiertos. Después de que Star Lord fue capturado por Hefesto, mató al Olímpico y se quedó atrás para detonar la bomba y derrotar a los Olímpicos, mientras los Guardianes eran evacuados. La bomba detonó con éxito destruyendo New Olympus, y Star Lord pereció también.
Más tarde se reveló que Quill, de hecho, no había muerto y fue transportado a un universo completamente diferente después del Alt. Continuum, la bomba Kree Tech explotó. Fue acogido por un par de viajeros en este nuevo mundo, Mors y Aradia, a quienes finalmente se declaró como amigos y amantes, así como como familia mientras pasaba más de ciento ochenta y siete años corriendo un guante de escapadas con ellos. Llegó a ver que su Arma Elemental había cambiado significativamente desde la última vez que la usó, inicialmente el blaster tenía una carga finita sobre qué elementos podía producir en qué sucesión. Pero porque lo había usado para desviar las energías divinas del panteón del Olimpo. Descubrió que el uso de la pistola no parecía disminuir su suministro de energía. Mientras estaba acampando con sus nuevos compañeros, los temores de Quill, incluida la sospecha subyacente de por qué su recuerdo personal nunca perdió su jugo, fueron confirmados por la reaparición de los locos olímpicos. Quien reveló el uso constante del arma característica de Peter que ató y drenó sus poderes liberó a los pequeños dioses del cautiverio con cada uso del cual y ahora buscan recuperar su poder robado de él por cualquier medio necesario. Sintiéndose responsable de llevar su ira sobre su mundo, Quill opta por tomar un portal de regreso a su universo para alejarlos de su nuevo hogar. Al hacerlo, se encuentra con el Maestro que declara; habiendo pasado la prueba de su nueva vida, convertirá a Quill en el único y verdadero Star Lord: El Maestro del Sol. Al llegar a Spartax a tiempo para presenciar a un dragón simbionte arrasando su mundo natal, Star Lord se puso al corriente de todos los eventos que se había perdido y, con la ayuda de Nova, se sumergió en el dragón y se enfrentó al dios oscuro de los simbiontes, Knull. Knull intentó infectar a Star Lord y a los otros Guardianes con un abismo viviente para convertirlos en sus soldados, pero Star Lord usó el poder que había obtenido de los Olímpicos para matar al dragón y dejar inerte su abismo viviente. A pesar de que sus nuevos poderes lo convirtieron en un poderoso contendiente contra Knull, Quill se negó a regresar a la Tierra y enfrentarlo, en lugar de optar por prepararse para el regreso de los Olímpicos.

## Poderes y habilidades
Es un maestro estratega y mediador de conflictos que es un experto en el combate a corta distancia, varias armas humanas y extraterrestres, técnicas de combate, y tiene un amplio conocimiento en diferentes costumbres, sociedades y culturas alienígenas, así como diversos conocimientos sobre extractos cósmicos, tales como el Olvido. 
Como Star-Lord, Peter Quill lleva un uniforme que le otorga fuerza y durabilidad aumentadas, además de la habilidad de viajar a través del espacio. El personaje también utiliza un "Arma Elemental", una pistola especial capaz de proyectar uno de los cuatro elementos (aire, tierra, fuego y agua). Star-Lord también comparte una conexión psíquica con su nave espacial sensible, "Ship".
En realidad, Ship es una forma de energía sapiente. Ella frecuentemente existe bajo la forma de una nave espacial, pero puede alterar su estructura a voluntad. Ship puede viajar a través del aire, el espacio y el agua. Ella posee muchos de los accesorios de las naves comunes, incluyendo escudos, cañones de energía, sensores avanzados, replicadores (capaces de formar cualquier tipo de comida, bebida, etc.), y proyectores de hologramas. Ship también ha demostrado ser capaz de crear una forma humana, la cual ella puede animar y utilizar como un huésped. Incluso si es destruida por completo, ella es capaz de restaurarse a sí misma, ya que su verdadera forma es su consciencia. Además, ella posee varias cualidades femeninas, como un instinto maternal para aquellos con los que está asociada. Ship también ha sentido relaciones más profundas, incluyendo el amor por sus compañeros. Ella puede crear "Widgets" — pequeños androides móviles, capaces de explorar situaciones, obtener información, y regresar con ella. El alcance total de las capacidades de Ship es desconocido.
Durante su batalla con el Caído, Ship, su uniforme y su "Arma Elemental" fueron destruidos. Debido a las graves lesiones, implantes cibernéticos fueron insertados en Star-Lord por los doctores de Kyln, donde fue sentenciado. El implante en su ojo le permite ver todos los espectros de energía, y el chip de memoria en su cerebro le da un 100% de memoria total. En el mundo Kree de Aladon Prime, los implantes cibernéticos de Star-Lord fueron eliminados. Peter fue equipado con un uniforme de batalla y espionaje, el cual se convirtió en la expresión característica de los Guardianes de la Galaxia, junto con un casco de batalla y un traductor universal, los cuales sigue utilizando. Su casco analiza datos estratégicos de combate, puede mejorar la visión y regular oxígeno mientras se encuentra en el espacio. Las armas favoritas de Star-Lord son dos sub-fusiles Kree con varios tipos de municiones, incluyendo explosivos. Después de escapar de Cancerverso, Peter adquiere una(s) nueva(s) arma(s) de elemento, pero descarta su armadura.
Como Maestro del Sol, mientras meditaba sobre su nueva oportunidad de vida, Quill demostró que podía despegarse del suelo sentado mientras trataba de concentrar sus poderes para la batalla que se avecinaba. A menudo, cuando Quill encuentra su centro de ser y/o está utilizando su poder a través del arma de magitek. El cuerpo de Quill brilla con un resplandor voluminoso que hace que toda la coloración corporal de Star-Lord brille de un color dorado brillante, la luz emitida es tan poderosa que puede destruir un dragón simbionte al canalizar dicha fuerza a través del blaster. La transformación de Star-Lord aparentemente lo ha vuelto inmune a la intrusión psiónica. como Dragón Lunar no podía penetrar las defensas lumínicas, su mente parecía vomitar inconscientemente cada vez que ella se acercaba a él. El Elemento Blaster inicialmente tenía un límite de carga finito en su capacidad para canalizar y redistribuir la energía hacia la manipulación de materiales naturales, pero después de haber ganado el control total sobre varias dinámicas metafísicas relacionadas con el universo, Quill ahora actúa como su propia dínamo para alimentar dicha arma de elección. Quill recientemente aprendió nuevos trucos, como tener una capacidad de recuperación que guía su pistola de regreso a su mano una vez que la pide.

## Otras versiones

### Clásico
Las aventuras de Star-Lord en Marvel Preview # 4 y # 11 han sido designadas oficialmente como ocurridas en un pasado alternativo. En estos temas, Peter Quill nace durante un fenómeno astronómico inusual cuando muchos de los planetas se alinean. Al no ver ningún parecido, el hombre que creía que era el padre de Quill acusa a su esposa Meredith de infidelidad e intenta matar al bebé, pero muere de un ataque cardíaco repentino. Peter es criado por su madre soltera hasta que Ariguans la mata cuando él tiene once años. Quill se coloca en un orfanato, pero se escapa y finalmente se convierte en un astronauta de la NASA en prácticas.
Una entidad alienígena llamada Master of the Sun visita más tarde la estación espacial en la que viven Quill y otros astronautas y ofrece el manto de Star-Lord (un policía interplanetario) a un candidato digno. Quill se ofrece como voluntario, pero es rechazado en favor de un colega al que una vez trató mal. Quill está indignado y la NASA ordena su regreso a la Tierra y el alta por su conducta. En cambio, roba una nave exploradora, regresa a la estación espacial y ocupa el lugar de su colega. Quill se convierte en Star-Lord, con el Maestro del Sol primero creando una ilusión en la que el personaje es capaz de encontrar y matar a los extraterrestres que asesinaron a su madre para liberarlo de su pasado. Equipado con una nave inteligente llamada "Nave", Quill comienza su papel de Star-Lord.
Años más tarde, Star-Lord se involucra en detener a un grupo de esclavistas que están destruyendo mundos. Sus esfuerzos lo llevaron a descubrir una conspiración para reemplazar al emperador del Imperio Spartoi. Para frustrar la toma de posesión, Star-Lord viaja al mundo del trono imperial Esparta, donde se encuentra y mata al extraterrestre que mató a su madre. Star-Lord luego se encuentra con el emperador J'son, quien revela que él es el padre de Peter. J'son explica que se había estrellado en la Tierra décadas antes y fue rescatado por Meredith Quill. Durante el año que pasó reparando su nave, J'son y Meredith se enamoraron. Cuando llegó el momento de irse, J'son, por la seguridad de Meredith, había bloqueado sus recuerdos de él, lo que la hizo recordar el año que pasaron juntos como solo un sueño.

### Age of Ultron
Durante la Era de Ultron, Wolverine y Susan Storm crean accidentalmente una línea temporal alternativa después de viajar en el tiempo y asesinar a Hank Pym antes de que éste creara a Ultron. En la nueva realidad, Star-Lord es un miembro de los Defensores, quienes habían sustituido a los extintos Vengadores como el equipo más grande de superhéroes.

### Starkill
Lord Starkill debutó en Captain Marvel # 126 en 2018. Él es una versión malvada de Star-Lord de un universo alternativo. Él posee la Piedra de la Realidad y está aliado con Thanos.

### Viejo Quill
Basado en el universo Viejo Logan, Peter Quill finalmente se convierte en el emperador de Spartax. Deja a los Guardianes de la Galaxia y Gamora para casarse con L'ssa y tiene dos hijos, sin embargo, la Iglesia Universal de la Verdad lo atrae en un tiroteo, lo que deja a su mundo natal vulnerable a los ataques, la Iglesia destruye todo y a todos los que ama.
Un Quill devastado es encontrado por una versión envejecida de los Guardianes que lo reclutan para una aventura más en la Tierra que lo vengará de la Iglesia.

## En otros medios

### Televisión
- Star-Lord (junto a los otros Guardianes de la Galaxia) aparece en The Avengers: Earth's Mightiest Heroes, en el episodio "Michael Korvac", con la voz de Steve Downes.[73][74]
- Star-Lord aparece en Ultimate Spider-Man con la voz de Chris Cox.[73]
  - En la segunda temporada, episodio "Guardianes de la Galaxia", se lo ve como un miembro de los Guardianes de la Galaxia. Él y los Guardianes de la Galaxia combaten contra Korvac y los Chitauri con la ayuda de Spider-Man y Nova.
  - En la tercera temporada, en el episodio "El Regreso de los Guardianes de la Galaxia", Star-Lord está con los Guardianes de la Galaxia cuando aterrizan en la Tierra para reconstruir su nave al mismo tiempo, cuando Titus estaba llevando a los Chitauri en la orientación del casco de Nova.
- Star-Lord aparece en Avengers Assemble, con la voz de Chris Cox (en "Guardianes y Caballeros del Espacio") y más tarde por Will Friedle (en "Widow Escapa"). 
  - En la primera temporada, episodio, "Guardianes y Caballeros del Espacio", fue visto con los Guardianes de la Galaxia cuando están en medio de la evacuación de los D'Bari desde su mundo antes de que pueda ser consumido por Galactus.
  - En la segunda temporada sale "Widow Escapa", Star-Lord intenta convencer a Tony Stark de tener las Gemas del Infinito en la custodia de los Guardianes de la Galaxia sólo para ser rechazado. Esto hace que Star-Lord lleva a los Guardianes de la Galaxia a tener las Gemas del Infinito tomadas por Black Widow que conduce la lucha del grupo contra los Vengadores. El uso de discos especiales de teletransporte, Falcon fue capaz de enviar los Guardianes de la Galaxia de nuevo a su nave y en "Thanos Victorioso", regresa con los Guardianes en apresar a Thanos. El diseño de Star-Lord inicialmente se parece a su apariencia original de cómic, sin embargo, cambió y ahora se parece al personaje de Chris Pratt de la película Guardianes de la Galaxia.
- Star-Lord aparece en el episodio de Marvel Disk Wars: The Avengers "Guardians of the Galaxy".
- Star-Lord apareció en Hulk y los agentes de S.M.A.S.H., con la voz de Chris Cox (episodio de la primera temporada,"Un Golpe Maravilloso" y en la segunda temporada,"Guardianes de la Galaxia")[75] y por Will Friedle ("Planeta Monstruo, parte 2", final de la segunda temporada):
- Star-Lord aparece en la serie animada de Guardianes de la Galaxia, expresado nuevamente por Will Friedle.[76]
- Star-Lord aparece en Lego Marvel Super Heroes - Guardianes de la Galaxia: La amenaza de Thanos, expresada de nuevo por Will Friedle.[77]
- Star Lord aparece en Spider-Man, episodio "Amazing Friends", nuevamente con la voz de Will Friedle.[78] Él envía a Groot a la Tierra para llevar un mensaje a Spider-Man para advertirle que los Simbiontes se dirigen a la Tierra.
- Star Lord aparece en la serie animada de Marvel Cinematic Universe, Marvel's What If...?, con la voz de Brian T. Delaney.[79] Esta versión aparece en un episodio que explora lo que sucedería si T'Challa se convirtiera en Star-Lord en lugar de Pantera Negra debido a que Kraglin y Taserface secuestraron a T'Challa por error.[80] Al final del episodio, se muestra a un Peter Quill adulto trabajando como conserje en Dairy Queen hasta ser acercado por Ego.

### Película
- Star-Lord hace una breve aparición en la película de DVD, Planet Hulk.[81] Se lo ve como espectador en la arena del planeta Sakaar.

### Marvel Cinematic Universe
- Chris Pratt interpreta a Peter Quill/Star-Lord en las películas de Marvel Studios:
  - Hace su primera aparición en Guardianes de la Galaxia,[82] la cual se estrenó en agosto de 2014. En 1988, Peter Quill era un niño incapaz de aceptar la muerte de su madre, Meredith Quill, debido a un cáncer, que abandona el hospital triste, y es secuestrado por una nave extraterrestre. Veintiséis años más tarde, es miembro de los Ravangers, la banda de mercenarios que lo secuestró cuando era niño, siendo liderada por Yondu Udonta. Mientras que en un trabajo de barrido, Peter se ve envuelto en una lucha de poder significativo y la guerra de venganza entre dos potencias galácticas avanzadas, el señor Kree de la guerra, Ronan el Acusador y el Cuerpo Nova de Xandar y al mismo tiempo ser cazado por Yondu después de no poder llevarle el robo de una reliquia más tarde se reveló ser una Gema del Infinito que busca Ronan. A lo largo de la película, Peter está escuchando regularmente un Mixtape que le dio su madre (que sirve como su única conexión con la Tierra), que contiene varias canciones publicadas entre 1967 y 1986.
  - En el 2017, regresa en la secuela, Guardianes de la Galaxia vol. 2.[83] En esta película, Quill se entera de que su padre es Ego, un ser Celestial que manifiesta un avatar humano que le permite interactuar con otras razas, Ego le enseña a Quill acerca de sus capacidades celestiales. Sin embargo, a pesar de Quill está parcialmente seducido por el poder de Ego, pero se vuelve contra su padre cuando se revela que Ego mató a su madre para asegurar su enfoque en su autopercepción en su deber para reproducir, manteniendo a Ego ocupado en combate con sus recién descubiertos poderes celestes hasta que los otros guardianes son capaces de destruir el cerebro de Ego. Después que Ego muere y Peter pierde sus poderes celestiales, es rescatado de la destrucción del planeta por Yondu, quien sacrifica su vida en el proceso. Los Guardianes mantienen un monumento para dar a Yondu un entierro honorable, durante el cual, Quill reconoce a Yondu como su verdadero padre y los Ravangers llegan para rendir su homenaje. Al final, Peter sustituye su Walkman destruido con un Zune.
  - Star-Lord aparece en la tercera entrega de Avengers: Infinity War (2018). Durante la película, Peter, junto con el resto de los Guardianes, rescatan a Thor de los restos de la nave de refugiados asgardianos, y se entera de la búsqueda de Thanos por las gemas del infinito. Él lleva a Gamora, Drax y Mantis a Knowhere, donde Thor les dice que Thanos buscará la gema de la realidad. Gamora en privado le pide a Peter que la mate si Thanos la captura para evitar que descubra la ubicación de la gema del alma, a lo que él accede a regañadientes. En Knowhere, Peter le da instrucciones a Gamora cuando el grupo se enfrenta a Thanos, que ella ignora; ella es capturada por Thanos tal y como ella había temido. Después de que comparten su amor por el otro, Peter entre lágrimas cumple su promesa, pero Thanos se vuelve ineficaz con la gema de la realidad Después de que Thanos se va con Gamora, Peter, Drax y Mantis van a Titán y se encuentran con Iron Man, Doctor Strange y Spider-Man, y finalmente luchar contra Thanos cuando llegue al planeta. Los héroes ganan brevemente la ventaja, con Mantis sojuzgándolo con sus poderes, pero cuando Peter se entera de que Thanos había matado a Gamora para obtener la Gema del Alma, este pierde el control y ataca al malvado Titán, rompiendo el control mental que tenía Mantis sobre el malvado titán. Después de que Thanos completo el Guantelete del Infinito elimina a la mitad del universo entre ellos, a Star-Lord.
  - Una versión 2014 de Star-Lord aparece en Avengers: Endgame (2019), donde James Rhodes lo noquea en el planeta Morag antes de que pueda adquirir la Gema de Poder. Cinco años después de los eventos de Infinity War, la versión actual de Peter Quill revive cuando Bruce Banner activa las Gemas del Infinito. Al regresar, se une a los Vengadores en su batalla final contra Thanos y su ejército en el cuartel general de los Vengadores. Durante la batalla, Peter comparte un momento rápido con una versión anterior de Gamora de 2014, a quien la actual Nebula había convencido de que se volviera contra Thanos, pero esta Gamora no tiene historia con Quill o los otros Guardianes. Finalmente derrotan a Thanos cuando Tony se sacrifica para usar las Gemas del Infinito para desintegrar a Thanos y su ejército. Quill asiste al funeral de Stark. Después del funeral de Stark e intentar localizar a la desaparecida Gamora de 2014, con la ayuda de Thor.
  - Star-Lord aparece en Thor: Love and Thunder (2022). En 2024, los Guardianes responden a una señal de una tribu de Indigarrianos, que había sido atacada por Habooksa el Horrible y un ejército de Booskan. Severamente superados, los Guardianes solicitan la ayuda de Thor, que había estado ocupado meditando. Quill anima a Thor cuando este último se une a la lucha, superando fácilmente al ejército de Booskan pero destruyendo el templo sagrado de los indigarrianos en el proceso. Más tarde, los Guardianes partieron para responder a más llamadas de socorro como resultado del alboroto de Gorr en la galaxia, aunque Thor decidió no unirse a ellos para ayudar a su amiga Sif, y Quill le dio a Thor algunos consejos antes de que se separaran.
  - Star-Lord aparece en Disney+, The Guardians of the Galaxy Holiday Special (2022). En el 2025, los Guardianes compraron Knowhere al Coleccionista, pero Quill sigue deprimido por perder a Gamora. En Navidad, Mantis y Drax intentan animarlo secuestrando al actor, Kevin Bacon, y dándoselo a Quill como regalo. Quill libera a Bacon, quien luego decide quedarse y ayudar a los Guardianes a celebrar la Navidad. Posteriormente, Mantis revela que ella es la media hermana de Quill, lo que trae alegría a Quill.
  - Star-Lord regresa en Guardianes de la Galaxia vol. 3 (2023)[84] En Knowhere, Quill queda ebrio y triste por la pérdida de Gamora, hasta que él y los Guardianes son atacados por Adam Warlock creado por la emperatriz Soberana, Ayesha por venganza (tras los sucesos de Guardianes de la Galaxia vol. 2). Después de que Rocket estaba herido, los Guardianes fueron a Orgoscopio, sede de la compañía Orgocorp del Alto Evolucionador, y se encuentran con los Ravagers y una Gamora renuente para entrar, hasta que son descubiertos y escapan. Al ir a Contra-Tierra, Quill y Groot son capturados por los hombres del Alto Evolucionador, pero los derrotan fácilmente, Quill captura al científico Theel, saltando y obteniendo su memoria. Quill logra salvar a Rocket a punto de morir y junto con los Guardianes rescatan a unos niños y animales retenidos en la nave del Alto Evolucionador después de derrotarlo, Quill apenas escapa y comienza a congelarse en el espacio antes de ser rescatado por Adam. Al final, Quill otorga el rango de Capitán de los Guardianes a Rocket antes de partir hacia la Tierra, donde se reúne con su abuelo Jason, quien era el padre de su difunta madre Meredith.

### Videojuegos
- Star-Lord está disponible como contenido descargable para el juego LittleBigPlanet, como parte del "Marvel Costume Kit 5".[85]
- Star-Lord apareció en Marvel Heroes.
- Star-Lord aparece en Lego Marvel Super Heroes.
- Star-Lord aparece como un personaje jugable en Disney Infinity: Marvel Super Heroes.
- Star-Lord está disponible en el paquete de "Guardians of the Galaxy" para Minecraft en las plataformas Xbox y Playstation. Este paquete de carcasas no estuvo disponible en diciembre de 2015 junto con los otros 2 paquetes de carátulas de Marvel: "The Avengers" y "Spider-Man".
- Star-Lord está disponible en el juego de Facebook Marvel: Avengers Alliance como Operaciones especiales 20 desbloqueables.
- Star-Lord es un personaje desbloqueable y jugable en Marvel: Contest of Champions.
- Star-Lord es un personaje desbloqueable y jugable en Marvel Future Fight.
- Star-Lord es el principal protagonista del videojuego Guardians of the Galaxy: The Telltale Series, interpretado por Scott Porter como adulto y por Jeremy Shada cuando era niño. Como se vio en un flashback, Peter Quill tuvo que prometer a su madre que no se metería en peleas con un matón. Después de la muerte de Meredith Quill, Peter Quill es acogido por Yondu, donde Meredith le encomendó cuidar de Peter.
- Hay tres versiones jugables de Star-Lord en el juego móvil de tres combinaciones Marvel Puzzle Quest, cuyas dos versiones más nuevas se agregaron al juego en abril de 2017.[86][87]
- Star-Lord también aparece como un personaje jugable en Lego Marvel Super Heroes 2.
- Star-Lord es un personaje jugable en Marvel Strike Force.[88]
- Star-Lord aparece como un personaje jugable en Marvel Powers United VR, expresado nuevamente por Chris Cox.[89]
- Star-Lord aparece como un personaje jugable en el juego Fortnite: Battle Royale debido a la colaboración en conjunto con el estreno de la película Avengers: Endgame donde se le implementa un pico de recolección, un ala delta inspirado en su nave Milano I y un gesto de baile llamado "Duelo de Baile", inspirado de la película Guardianes de la Galaxia.
- Star-Lord aparece como un personaje jugable en Marvel's Guardians of the Galaxy.[90]

### Parques temáticos
- Star-Lord aparece en los Guardianes de la Galaxia - Misión: ¡Fuga! atracción en Disney California Adventure con Chris Pratt retomando su papel de las películas.

### Juguetes
- Star-Lord apareció en la línea de juguetes Marvel Universe como una figura de 3 3/4 "con su uniforme de Guardián. Se vendió en un paquete de tres con Drax el Destructor, Rocket Raccoon y un accesorio mini Groot.
- Star-Lord aparece como una figura en la línea Groot Build-A-Figure.
- Star-Lord aparece en la línea de escala 1: 6 de Hot Toys para la película Guardianes de la Galaxia de Marvel Studios. La cabeza esculpida presenta una imagen auténtica y detallada de Chris Pratt como Star-Lord.
- Nerf ha lanzado juguetes de máscara y armas de Star-Lord tal como aparecen en la película.